# Route nationale 48 (Italie)
Pour les articles homonymes, voir Route nationale 48.
La route nationale 48 (SS 48, strada statale 48 ou strada statale delle Dolomiti) est une route nationale d'Italie, située dans les régions du Trentin-Haut-Adige et de la Vénétie. C'est une route de montagne qui traverse le massif montagneux des Dolomites.

## Histoire

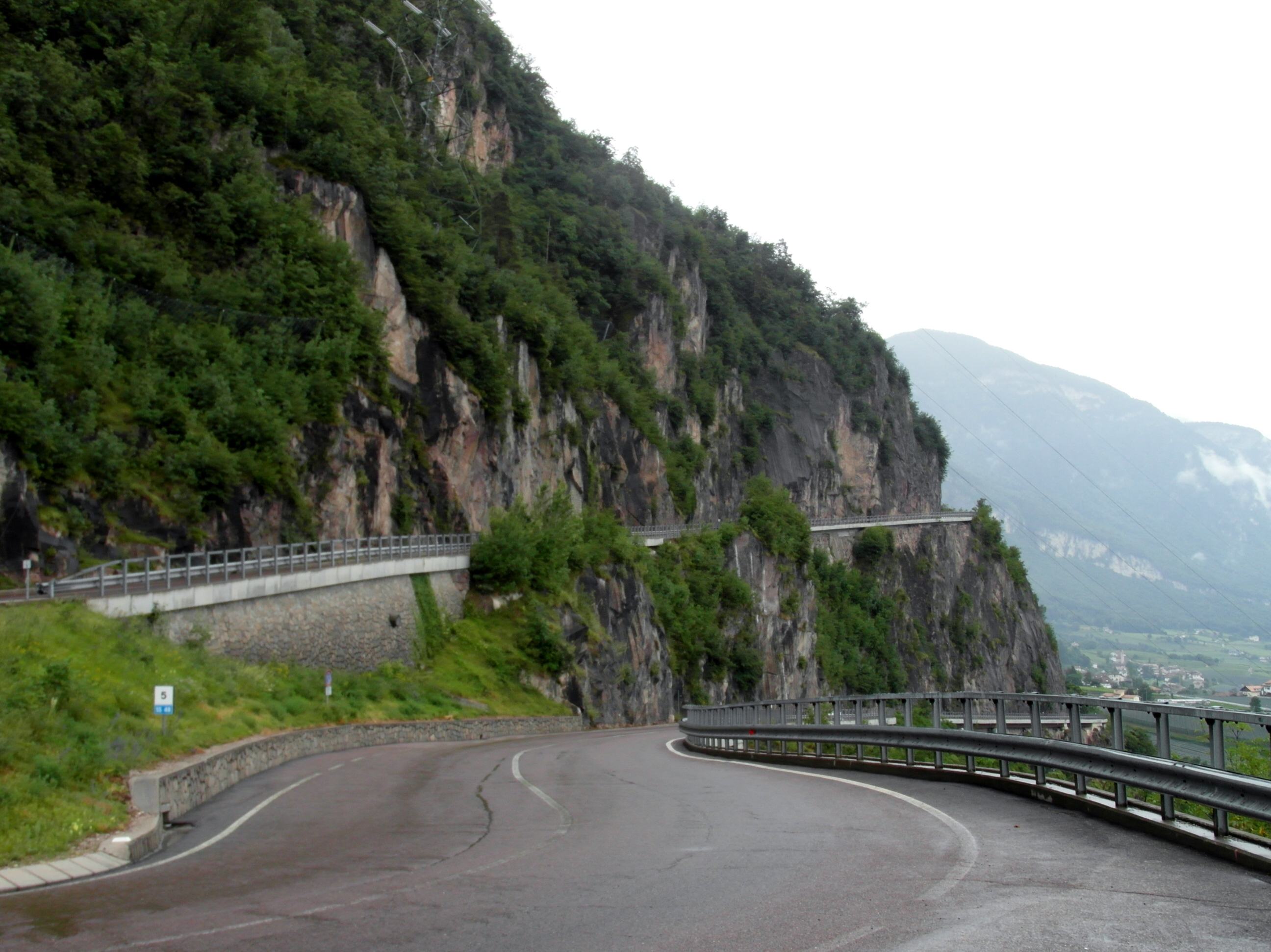
Un des premiers virages en épingle à cheveux de la SS48.

La partie située entre Vigo di Fassa et Cortina d'Ampezzo est une route touristique historique qui correspond à la Grande strada delle Dolomiti conçue par les membres du Tyrol du Sud du Club alpin germano-autrichien et achevé en 1909.
En 1992, une route a été construite dans la vallée, appelée route provinciale 232 du val di Fiemme, avec une fonction de voie rapide, en partie sur un viaduc et en partie dans un tunnel, entre la commune de Castello-Molina di Fiemme et le point de jonction avec la route du passo Rolle, juste avant Predazzo.

### Gestionnaires
À la suite du décret législatif no 320 du 2 septembre 1997, à compter du 1er juillet 1998, la gestion en Trentin-Haut-Adige a été transférée d'ANAS à la province autonome de Bolzano et à la province autonome de Trente. Ce dernier a laissé la classification et le symbole de la route nationale (SS) à la route, bien que ce ne soit plus le cas.
À la suite du décret législatif no 112 de 1998, depuis 2001, la gestion du tronçon vénitien est passée d'ANAS à Veneto Strade Sp. A., au nom de la région de la Vénétie.

## Itinéraire

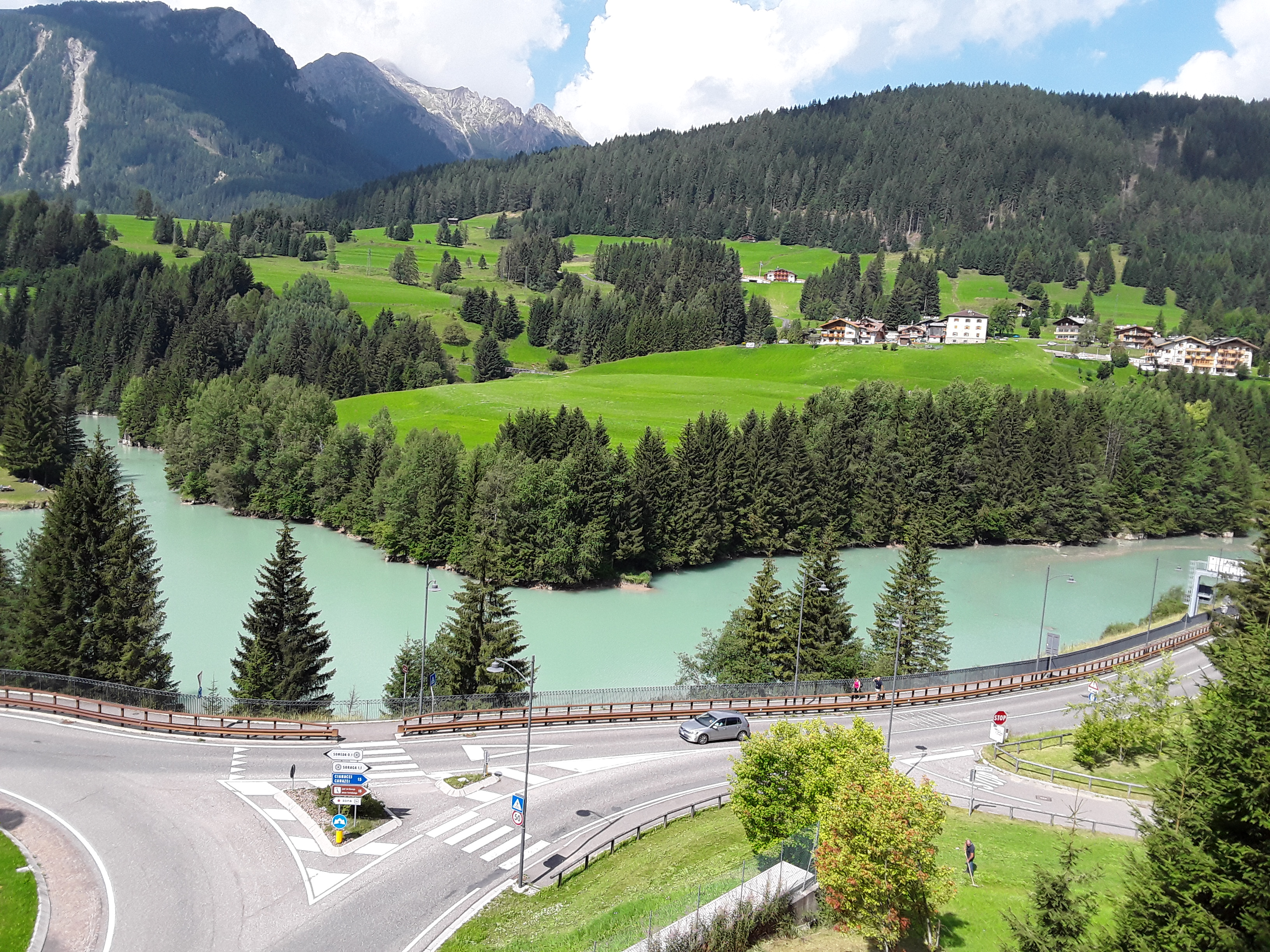
La route et le lac de Soraga, dans le val di Fassa.

### D'Ora au col Pordoi
La route nationale 49 commence à Ora, dans la province autonome de Bolzano, en se détachant de la route nationale 12.
D'Ora commence l'ascension par le passo di San Lugano et, entre-temps, la route se dirige vers le sud, traverse quatre courbes et pénètre dans le centre habité de Montagna. Une fois passé Montagna, la route se dirige vers l’est et pénètre dans la commune de Trodena nel parco naturale, dans les hameaux de Fontanefredde et de San Lugano, où elle monte au col du même nom.
La route descend du col de San Lugano et entre dans la province autonome de Trente, dans le val di Fiemme, où elle pénètre dans les villes de Carano, Castello-Molina di Fiemme, Cavalese, Tesero, Panchià et Ziano di Fiemme.
Une fois passé Ziano di Fiemme, la route longe le ruisseau Avisio, se dirige vers le nord et atteint Predazzo, traverse les routes nationales Grappa et passo Rolle et traverse le hameau de Mezzavalle.
Une fois passé Mezzavalle, la route entre dans le val di Fassa, dans le hameau de Forno, dans la commune de Moena.
Après Moena, elle entre dans la commune de Soraga di Fassa, le long du lac du même nom, puis dans la commune de Sén Jan di Fassa, où elle traverse, dans le hameau de Vigo di Fassa, la route nationale 241 de val d'Ega et passo di Costalunga.
Une fois passé Vigo di Fassa, entrez dans le hameau de Pozza di Fassa et, en plus du même centre habité, la route traverse le hameau de Pera di Fassa. Plus tard, la route se dirige vers l’est dès qu’elle pénètre dans la commune de Mazzin, où elle traverse la capitale, le hameau de Campestrin et Fontanazzo.
Une fois passé cette ville, la route atteint Campitello di Fassa, puis la commune de Canazei, où elle croise la route nationale 641 de passo Fedaia.
De Canazei commence l'ascension, au cours de laquelle la route nationale 242 de val Gardena et col Sella se détache, pour le col Pordoi (2 239 m d'altitude), accessible par un grand nombre de lacets. Au col Pordoi, la route entre en Vénétie, dans la province de Belluno.

### Du col Pordoi à Cima Gogna
Pour descendre du col Pordoi, la route effectue 33 virages en épingle à cheveux et entre dans Arabba (où elle traverse la route nationale 244 de Val Badia), dans la commune de Livinallongo del Col di Lana, la route se dirigeant vers l’est. Après avoir passé Arabba, elle entre dans d'autres localités de la commune puis traverse la capitale, où il traverse la route nationale 563 de Salesei. Traversant la capitale, elle traverse les hameaux d’Andraz et de Cernadoi, puis la route nationale 203 d'Agordina.
De Cernadoi, la route se dirige vers le nord et commence l'ascension vers le col de Falzarego, accessible en 13 virages en épingle à cheveux. Une fois sorti du col, la route entre dans Ampezzano, dans le hameau de Pocol, dans la commune de Cortina d'Ampezzo, où elle traverse la route nationale 638 du Passo di Giau.
Une fois à Cortina d'Ampezzo, la route nationale 51 d'Alemagna est traversée et la SS 48 se poursuit vers l'est et commence à monter par le passo Tre Croci. En descendant du col, la route entre dans le val d'Ansiei, dans le Cadore, et traverse le bras SS 48 bis (aujourd'hui SP 49) pour Misurina.
La route est parallèle au ruisseau Ansiei et entre dans la commune d'Auronzo di Cadore en passant par plusieurs villes et la capitale, où elle coupe la route nationale 532 du passo di Sant'Antonio.
Après Auronzo di Cadore, la route croise la jonction de la route nationale 52 Carnica pour Comelico, tandis que la SS 48 continue tout droit, vers le sud, et se termine dans le hameau de Cima Gogna, qui se greffe sur la route nationale 52 Carnica.